# Adam Borek
Adam baron Borek z Roztropic i Tworkowa (ur. 18 kwietnia 1641 w Wędryni, zm. 30 marca 1694 tamże) – szlachcic śląski, właściciel Wędryni i Grodziszcza na Śląsku Cieszyńskim, marszałek ziemski Księstwa Cieszyńskiego w latach 1670–1693, fundator klasztoru i szpitala oo. bonifratrów w Cieszynie.
Był synem Jana (1611–1654) i Anny z Goczałkowskich (zm. 1655). Miał cztery siostry: Annę, Zuzannę, Helenę i Judytę, które zmarły przed nim.
W 1673 r. Borek ożenił się z Joanną Katarzyną ze szlacheckiego rodu Skrbeńskich. 11 maja 1674 r. urodził mu się syn Jerzy Jarosław, jednak matka zmarła podczas połogu, a kilka dni później umarło również dziecko. W 1675 r. ożenił się ponownie z Julią Rottenberg, jednak żona wkrótce zmarła, a małżeństwo również nie doczekało się potomstwa. Borek pozostał bezdzietny. Kiedy w 1683 r. zmarł jego szwagier Fryderyk Tłuk, mąż siostry Judyty, Borek przejął opiekę nad swym małoletnim siostrzeńcem, Janem Bogumiłem. Pod koniec życia dłuższy czas chorował. Pochowany został wraz z małżonką Julianną w dniu 30 listopada 1700 r. w nowo wybudowanym kościele bonifratrów w Cieszynie.
Według tradycji otrzymał w młodości staranne wykształcenie i już w stosunkowo młodym wieku objął godność marszałka ziemskiego Księstwa Cieszyńskiego. Prowadził zapiski, które stanowią źródło do poznania stosunków społeczno-kulturalnych ówczesnego Śląska Cieszyńskiego. Testamentem spisanym w dniu 16 marca 1694 r. ofiarował swe włości, Wędrynię i Grodziszcze, na założenie klasztoru i szpitala bonifratrów w Cieszynie.